# Vettoria longifurca
Vettoria longifurca is een eenoogkreeftjessoort uit de familie van de Sapphirinidae. De wetenschappelijke naam van de soort is voor het eerst geldig gepubliceerd in 1952 door Rose & Vaissière.